# Debian GNU/Hurd
Debian GNU/Hurd 是GNU操作系统的Debian发行版（GNU Hurd作为内核）.
Debian GNU/Hurd自1998年已开始开发，于2013年5月正式发布。Debian GNU/Linux大约78%以上的软件包已经移植到GNU Hurd。 尽管如此，Hurd本身仍处在开发中，还未达到生产系统的要求。大部分Debian用户倾向使用Debian GNU/Linux，而不是Debian GNU/Hurd。
Debian GNU/Hurd的当前開發版本是Debian GNU/Hurd 2019，可在x86架構的PC上运行。
Debian GNU/Hurd 可以通过一个Live CD体验。